# FM Towns Marty
FM Towns Marty (エフエムタウンズマーティ) foi um console de videogame lançado em 1993 pela Fujitsu exclusivamente para o mercado japonês. Era o sucessor do FM Towns, lançado em 1989. O FM-Towns Marty é considerado por muitos como o primeiro console de 32 bits, ele tinha uma CPU 386 e leitor de CD e drive de disquete. O console era compatível com todos os jogos lançados para o console anterior o FM-Towns e sua tecnologia era muito superior aos consoles 16 bits. Foi lançado apenas no Japão e sucumbiu diante do consoles 32 bits da Sony, Nintendo e Sega.
O FM Towns Marty, que foi lançado em fevereiro de 1993 exclusivamente no Japão, é considerado por muitos como o primeiro console de videogame de 32-bits da história, mas assim como o seu antecessor (o sistema de computador proprietário FM Towns, também fabricado pela Fujitsu), ele também era "alimentado" pela CPU Intel 80386, que não é um processador totalmente de 32 bits, uma vez que suporta apenas barramento de 16 bits de endereçamento. Ele não era um console totalmente 32 bits. Outros dão esse título ao console 3DO Interactive Multiplayer que foi lançado em 4 de outubro de 1993 na América do Norte, em 20 de março de 1994 no Japão e no mesmo ano na Europa.  Outros já consideram o console Amiga CD32, como o primeiro console 32-bits da história, que foi lançado em setembro de 1993, na Europa Ocidental, Austrália, Canadá e Brasil, mas nunca foi lançado nos Estados Unidos e no Japão.
Em 1994, uma nova versão do console chamada FM Towns Marty 2 foi lançada. Tinha uma carcaça verde escura e um preço menor (66,000 yens). Mas de resto, era idêntico ao primeiro Marty. Acreditava-se que o FM Towns Marty 2 podia ter melhorias semelhantes às do FM Towns 2, que tinha uma CPU, mas esse não foi o caso. Também foi especulado que o FM Towns Marty tinha uma CPU 486, porém foi descoberto que isso não passava de lenda.
Foi lançado também o FM Towns Car Marty, uma versão modificada do console feita ser usada em automóvel. Esse veio em duas versões, o MVP-1 (lançado em Abril de 1994) e o MVP-10 (lançado em Novembro de 1994). A única diferença entre o MVP-1 e o MVP-10 são os mecanismos de drive. Também havia a especulação de que o MVP-10 foi lançado porque o MVP-1 quebrava facilmente.
Nos dias atuais este console é desconhecido no ocidente (pois foi lançado apenas no Japão), por causa de suas características técnicas e também por causa da onda de nostalgia dos jogadores atualmente, ele se tornou uma peça cobiçada por colecionadores de video games. Foi um dos consoles que ajudaram a dar o salto dos 16 bits para os 32 bits, uma das etapas mais interessantes da história dos vídeo games.

## Recepção

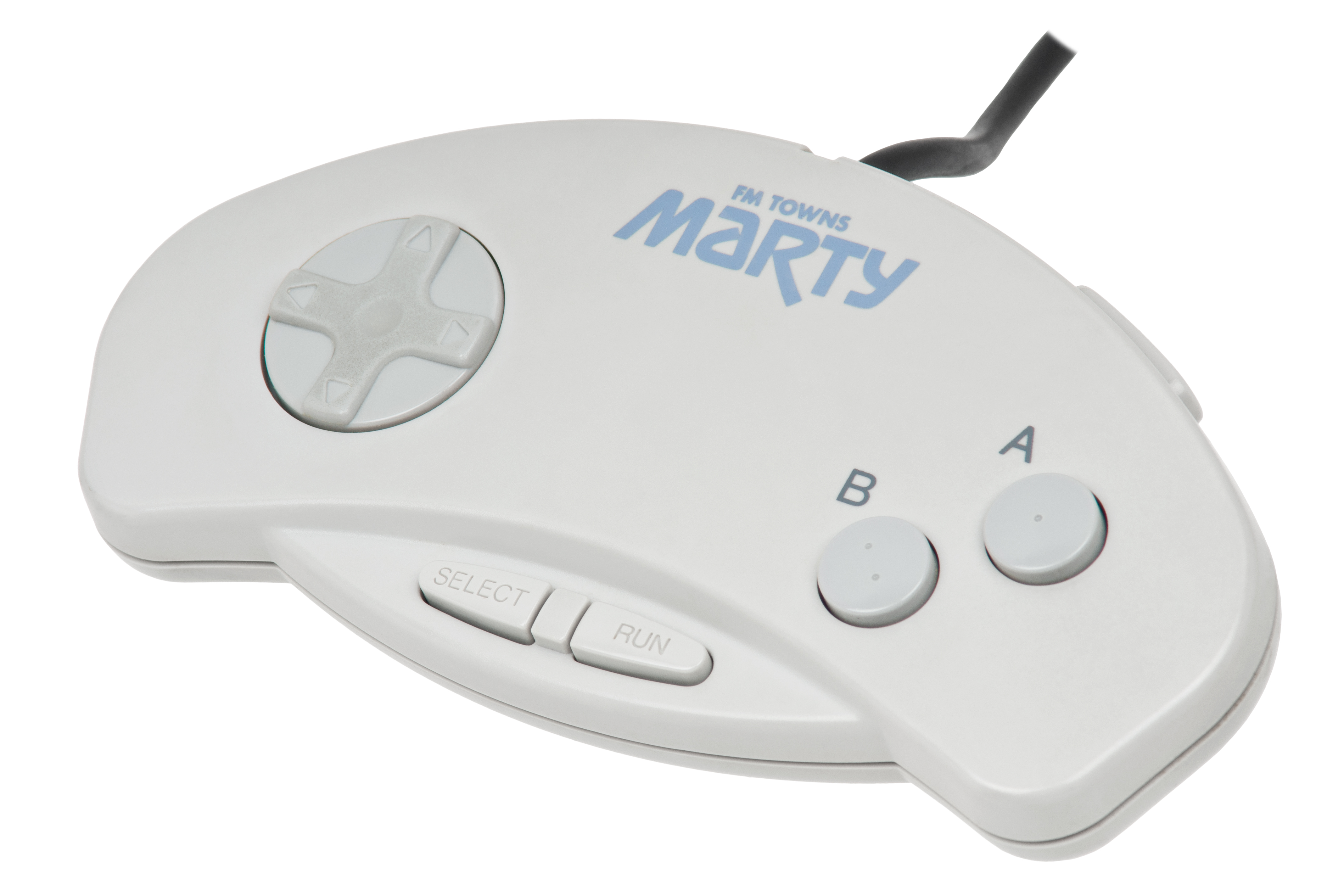
Controle do FM Towns Marty.

Mesmo tendo um ótimo hardware do ponto de vista da Jogatina, tanto o FM Towns quanto o FM Towns Marty venderam muito pouco no Japão. Eles eram caros e o hardware customizado indicava que a expandibilidade não era fácil como a dos sistemas DOS/V (Clones do PC IBM com o DOS japonês ou  o Microsoft Windows). A série de computadores PC98 da NEC eram dominantes no Japão quando o FM Towns Marty foi lançado, tornando difícil sua expansão no mercado antes da invasão do DOS/V dominar o mercado. Isso ocorreu mesmo com as características revolucionárias do FM Towns PC como o drive de CD-ROM incluso e um sistema operacional com GUI, algo que antecedeu o CD incluso do Windows 95 por 7 anos. Seu software hoje é caro e raro, devido a sua fabricação em pequena quantidade. Apesar da compatibilidade com jogos do FM Towns PC, problemas de compatibilidade afetaram o Marty assim que novos títulos eram lançados tendo o FM Towns em mente, limitando seu potencial a uma verdadeira "versão console" do Fujitsu FM Towns PC. O FM Towns Marty tinha sua própria linha de jogos específicos do "Marty", mas eles não foram o suficientes para fazer o console se tornar um sucesso. A Fujitsu projetou o FM Tonws Marty para ser uma mistura de Console de video game com um Computador PC, a Fujitsu queria criar um console de video game que tivesse algumas funções de PC para atrair jogadores de consoles e de PC e assim conquistar mais jogadores.
Quando a Fujitsu lançou o Marty 2 as vendas começaram a crescer, mas a atitude corporativa era de que o Marty era uma causa perdida, e então o sistema foi cancelado. Isso levou a criação da "Lei de Marty" japonesa (マーティーの法則): "Se você não quer vender algo, então você não pode aumentar suas vendas"

## Características tecnicas
- CPU: 32-bit AMD 386
- Velocidade da CPU: 16 MHz
- Gráficos:
  - Resolução: 352x232 até 640x480
  - 32768 cores - 256 na tela

O Marty tinha apenas saídas componente e S-Video, outros conectores de vídeo não são possíveis. Como alguns jogos do FM Towns eram apenas VGA, o Marty tinha uma capacidade de down-scan 15 kHz para reprodução em tela de TV.
- Sprites:
  - Até 1024 sprites, tamanho de 16 x 16
- Som:
  - 6 canais FM
  - 8 canais PCM
- Memória RAM:
  - 2 MB
- Armazenamento:
  - CD-ROM, Single-speed (1x)
  - HD Floppy Interno de 3.5"

Disquetes devem ser formatados em 1.2M (Estilo PC98). Isso pode ser feito com a GUI da BIOS. O drive de disco não aceita disquetes padrões de 1,44MB ou 720KB. para um PC ser compatível com os disquetes do FM Towns Marty ele deve ter um drive de disco, BIOS e sistema operacional que suporta o "3 Mode". Existem também drives de disco USB que suportam o "3 Mode".
- Multi-Propsito:
  - Entrada PCMCIA Tipo 1

A entrada de cartões IC do Marty é compatível com cartões PCMCIA tipo 1, incluindo cartões de bateria SRAM (acessíveis do menu da BIOS) que podem ser mapeados para uma letra de drive e usados como um drive pequeno. A Fujitsu lançou oficialmente o modem PCMCIA de 2400bps(FMM-CM301) para o FM Towns Marty. Esse modem estava num pacote com o TCMarty que também tinha uma entrada de impressora. Embora se acreditasse que a entrada de cartões IC do Fm Towns Marty serviria para expansões da memória RAM, esta informação é falsa.
- Controles:
  - Direcional de 4 direções, 2 botões de tiro, select, and run
  - 2 entradas de controle padrão
  - Entrada de teclado

A conector do controle é o DB9, conhecido como "Atari Type" no Japão porque é basicamente igual ao conector do Atari 2600.  Os botões Start e Selcet do controle do Marty eram o equivalente de apertar Cima e Baixo, ou Esquerda e Direita ao mesmo tempo.  Um controle de seis botões da Fujitsu estava disponível para uso no jogo Street Fighter II da Capcom. A Capcom também lançou um adaptador para seu controle CPS Fighter que o tornava compatível com o FM Towns/Marty assim como o Sharp X68000.